# Centro Nacional de Tecnologías de Información
El Centro Nacional de Tecnologías de Información (CNTI) es un organismo adscrito al Ministerio del Poder Popular para Ciencia y Tecnología (Mincyt) de Venezuela. Su principal objetivo es impulsar la adopción de Software Libre en la Administración Pública Nacional, estandarizar la infraestructura tecnológica del Estado, coordinar los esfuerzos de capacitación tecnológica de diversas entidades gubernamentales, mejorar la interoperabilidad entre sistemas y fomentar el desarrollo de una industria nacional de software.

## Historia
El Centro Nacional de Tecnologías de Información (CNTI) fue creado el 22 de marzo de 2000, según el Decreto Presidencial N° 737 publicado en la Gaceta Oficial de la República Bolivariana de Venezuela Extraordinaria N° 5.450. El CNTI surgió para reemplazar a la Red Académica y Científica Cooperativa Integrada y Universitaria Nacional (Reacciun).
El CNTI asumió tanto el personal como la infraestructura tecnológica que Reacciun utilizaba hasta ese momento. Los cambios de adscripción, nombre y propósito de Reacciun a CNTI fueron formalizados en la Oficina Subalterna de Registro el 13 de septiembre de 2000 (N° 32, Tomo 24, Protocolo Primero). Las modificaciones estatutarias más recientes se registraron en el Registro Público del Primer Circuito del Estado Miranda el 31 de octubre de 2007 (N° 50, Tomo 19, Protocolo Primero). Inicialmente, el CNTI estuvo adscrito al Ministerio del Poder Popular para las Telecomunicaciones y la Informática, según la Disposición Transitoria Trigésima Primera de la Gaceta Oficial Extraordinaria N° 5.836 del 8 de enero de 2007.

### Orígenes: Reacciun
Los antecedentes del CNTI y su red Reacciun se remontan a 1981, cuando el Consejo Nacional de Investigaciones Científicas y Tecnológicas (CONICIT) estableció el Sistema Automatizado de Información Científica y Tecnológica (Saicyt) para satisfacer las necesidades de información de la comunidad científica y tecnológica del país.
La red Saicyt se basó inicialmente en la tecnología X.25, predominante en esa época. En 1983, se adquirieron equipos de GTE para su implementación. La instalación de los nodos y concentradores de la red en todo el país se completó en 1987, coincidiendo con la firma de un convenio con CANTV para la operación de Saicyt.
Inicialmente, Saicyt se conectó a la red Telenet mediante un enlace internacional de 9.600 bps, permitiendo el acceso a los servicios de esta red X.25. Los servicios de Saicyt se centraban principalmente en conexiones a bases de datos externas, como el sistema Dialog. Los usuarios accedían a Saicyt a través de líneas discadas y módems.
En 1990, el sistema contaba con alrededor de 50 usuarios registrados que utilizaban estas bases de datos. A finales de ese año, se instaló en CONICIT un servidor con sistema operativo Unix para ampliar la oferta de servicios.
En marzo de 1991, se introdujo el servicio de correo electrónico a nivel nacional. Gracias a una campaña de promoción dirigida a universidades y centros de investigación, el número de usuarios creció rápidamente, superando los 2000, todos ellos pertenecientes a la comunidad académica y científica.
A finales de 1991, se estableció la conexión a Internet a través de JvNCnet en la Universidad de Princeton (NJ), ampliando los servicios internacionales disponibles.
En 1992, se inició la migración de la plataforma de la red Saicyt de X.25 a una red basada en los protocolos TCP/IP. Esta transición se completó exitosamente en mayo de 1993.
En julio de 1994, CONICIT y 13 instituciones académicas acordaron la creación de Reacciun, que comenzó a operar formalmente un año después. En 1998, se incorporó la tecnología Frame Relay a la infraestructura de la red.

## Proyectos
El CNTI ha llevado a cabo diversos proyectos a lo largo de su historia. Algunos de los más relevantes son:
| Proyecto                             | Año  | Descripción | Enlace |
| ------------------------------------ | ---- | --- | --- |
| Hackatón por la Patria               | 2017 | Primer hackatón organizado por el Gobierno Bolivariano para fomentar el desarrollo de soluciones a desafíos productivos nacionales, identificados en los 15 motores productivos de la Agenda Económica Nacional, mediante el uso de Tecnologías Libres.                                                             | http://hackatonpatria.gob.ve |
| Interoperabilidad                    | 2013 | Iniciativas para mejorar la interoperabilidad entre instituciones del Estado, incluyendo la definición de estándares para el intercambio de datos, la capacitación de profesionales y el análisis de soluciones tecnológicas.                                                                                       | de interoperabilidad.pdf MIO- Marco de Interoperabilidad (enlace roto disponible en Internet Archive; véase el historial, la primera versión y la última). |
| Bases de datos libres                | 2013 | Programa para fortalecer las capacidades nacionales en el diseño y desarrollo de bases de datos libres en instituciones públicas. | (Sin referencia disponible) |
| TDA                                  | 2011 | Proyecto para desarrollar software intermedio (middleware) y aplicaciones para dispositivos de Televisión Digital Abierta (TDA) en Venezuela, utilizando estándares abiertos y licenciamiento libre. | (Sin referencia disponible) |
| Canaima GNU/Linux                    | 2011 | Proyecto socio-tecnológico-productivo colaborativo que desarrolla herramientas y modelos productivos basados en Tecnologías de Información (TI) Libres. Involucra a instituciones públicas y privadas, activistas del Software Libre, estudiantes y ciudadanos.                                                     | Canaima GNU/Linux |
| Canaima Educativo                    | 2011 | Iniciativa para incorporar Tecnologías de Información (TI) Libres en instituciones educativas de nivel básico y medio. | Canaima Educativo |
| Sistema Nacional de Software Público | 2009 | Proyecto para establecer un modelo de desarrollo colaborativo que permita al Estado implementar soluciones de tecnologías de la información y la comunicación (TIC) basadas en las necesidades de la población, cumpliendo con estándares de calidad, optimizando recursos y garantizando la soberanía tecnológica. | Sistema Nacional de Software Público |

## Productos

### Repositorio Nacional de Aplicaciones
El Repositorio Nacional de Aplicaciones (RNA) es una plataforma para organizar, gestionar, preservar y facilitar el acceso a soluciones informáticas en Software Libre desarrolladas con estándares abiertos. Está dirigido a comunidades organizadas, instituciones, empresas y personas interesadas en aplicaciones de Software Libre.

### Normas Técnicas de TI Libres
El CNTI promueve mecanismos participativos y abiertos para la creación de propuestas de Normas Técnicas que buscan mejorar la calidad, integración y adaptación de productos y servicios informáticos en instituciones gubernamentales.